# Các thành phố Lịch sử của Eo biển Malacca
Melaka và George Town, Các thành phố Lịch sử của Eo biển Malacca là một di sản thế giới được UNESCO công nhận gồm các trung tâm đô thị lịch sử của hai thành phố Melaka và George Town minh họa cho 500 năm giao lưu văn hóa và thương mại giữa phương Đông và Tây.
Di sản này minh họa cho sự phát triển của các đô thị định cư bên bờ biển trong khu vực theo thời gian, những đóng góp của các nhóm dân tộc và sự đa dạng văn hóa trong quá trình phát triển. Các tòa nhà chính phủ, nhà thờ, quảng trường và công sự của Melaka minh chứng cho giai đoạn đầu của lịch sử, bắt nguồn từ thời kỳ vương quốc Malacca thế kỷ 15, sau đó là thời kỳ kiểm soát của Bồ Đào Nha và Hà Lan vào đầu thế kỷ 16. George Town đại diện cho thời kỳ của Anh từ cuối thế kỷ 18 với các tòa nhà dân cư và thương mại thời kỳ đó. Ở cả hai thành phố này, những đóng góp về văn hóa và kiến trúc của người Mã Lai cũng như người Hoa và người nhập cư Nam Á có thể được nhìn thấy, và sự phát triển của chính họ cũng theo thời gian. Melaka đã được ghi trong danh sách bằng cách sử dụng cách viết tên theo ngôn ngữ Mã Lai, trái ngược với cách viết tiếng Anh truyền thống cho tên của nó là "Malacca".

## Lịch sử
Di sản này được đưa vào danh sách dự kiến vào năm 2001. Đến năm 2008, nó đã chính thức được ghi vào danh sách di sản thế giới trong phiên họp thứ 32 của Ủy ban Di sản thế giới tại thành phố Québec, Canada.
Singapore và Phuket cũng nằm bên eo biển Malacca, có lịch sử phát triển thuộc địa đa văn hóa rất giống với Melaka và George Town nên cũng đã được đánh giá để có thể đưa vào danh sách. Tuy nhiên, cốt lõi lịch sử của Singapore là thành phố này đã trải qua quá trình phá hủy và tái phát triển rộng rãi trong những năm 1970 và 1980, nên các tài sản lịch sử còn lại của nó thiếu tính toàn vẹn cần thiết để xem xét. Trong khi đó, vùng lõi lịch sử của Phuket nhỏ hơn đáng kể và thiếu các di sản được xây dựng phong phú như ở Melaka và George Town.
Một điều chỉnh nhỏ về ranh giới đã được thực hiện đối với vùng đệm của Melaka để bao gồm thêm cả nghĩa trang lịch sử đồi Trung Hoa,  như đã được khuyến nghị trong báo cáo ban đầu của ICOMOS vào năm 2008. ICOMOS xác định các mối đe dọa chính đối với di sản này là áp lực phát triển du lịch và giao thông. Về lâu dài, biến đổi khí hậu và mực nước biển dâng cao có thể gây ra các vấn đề về lũ lụt. ICOMOS khuyến nghị rằng, những vấn đề này phải được giải quyết cụ thể trong các kế hoạch quản lý trong tương lai.